# Andy Kindler
Andy Kindler (Nueva York, 16 de octubre de 1956) es un actor, comediante, escritor y cantante estadounidense.

## Biografía
Andy Kindler, nació en Nueva York, hijo de Lawrence y Joan Kindler. Tuvo dos hermanos, su hermana falleciendo en 2020. Creció con su familia en esta ciudad, específicamente en el área de Queens, donde estudió y se recibió del colegio. Después de terminar sus estudios escolares, estudió teatro y artes escénicas. Estudió en la Universidad de Binghamton. Inició su carrera profesional como comediante de stand-up en 1984.
Su material de stand-up incluye muchas veces satiriza la propia industria de la comedia y critica a otros comediantes por ser demasiado predecibles. En su discurso anual sobre el estado de la industria en el festival "Just for Laughs" de Montreal en 2012, se burló de Dane Cook, Chelsea Handler y Jay Leno.
Ha estado casado con Susan Maljan desde 2002, con quien inició una relación desde 1992.

## Filmografía
- Sin City Spectacular (1998)
- Martin (1993)
- Muddling Through (1994) - Distribuidor
- The Larry Sanders Show (1995) - Él mismo
- Favorite Deadly Sins (1995) - Productor #1
- The TV Wheel (1995) - Varios personajes
- Don't Quit Your Day Job (1996) - (Videojuego)
- Ellen (1997) - Hesh Finkleman
- The Pet Shop (1997) - Host
- Skins (1997) - (Cortometraje)
- Who's the Caboose? (1997) - Escritor del sitcom
- Real Time with Andy Kindler (1998) - Él mismo
- Late Friday (2001)
- Raising Dad (2001-2002) - Mr. Travers
- Comic Remix (2003)
- Pilot Season (2004) - Andy Kind
- Significant Others (2004)
- Raymond (1996-2005) - Mr. Andy
- Hasta que la muerte nos separe (2010) - Barry
- Supreme Court of Comedy (2010)
- Wizards of Waverly Place (2009-2012) - Chancellor Tootietootie
- Crash & Bernstein (2013) - Andy
- Maron (2013) - Él mismo
- Satisfaction (2013)
- Coemdy Bang! Bang! (2013) - Heckler
- But I'm Chris Jericho! (2013) - Phil Blank

Actor de voz
- Dr. Katz, Professional Therapist (1995-1997) - Andy (voz)
- The Dick & Paula Celebrity Special (1999) - Andy (voz)
- Home Movies (2002-2004) - Arnold Lindenson (voz)
- Las desventuras de Tim (2011) - Rabbi (voz)
- Bob's Burgers (2011-2013) - Mort (voz)

## Discografía
- I Wish I Was Bitter (2003)